# Middle English Dictionary
Il Middle English Dictionary è un dizionario dell'inglese medio pubblicato dall'Università del Michigan. 
Le sue 15.000 pagine contengono un'analisi esaustiva del lessico e dell'uso dell'inglese medio nel periodo 1100-1500, basata su oltre tre milioni di citazioni, la più vasta disponibile in questo campo.
È un progetto iniziato negli anni venti. Il primo fascicolo, "Plan and Bibliography", con un elenco di testi in inglese medio usati per compilare il dizionario, è stato pubblicato da Hans Kurath e Sherman Kuhn nel 1954. Altri fascicoli sono stati pubblicati in numerosi volumi (in ordine alfabetico) nel corso dei decenni successivi. L'opera è stata completata nel 2001.
Nel 2007 l'intero dizionario è stato reso liberamente disponibile online, con ricerca delle parole, in
formato HTML.